# Heinrich Warnecke

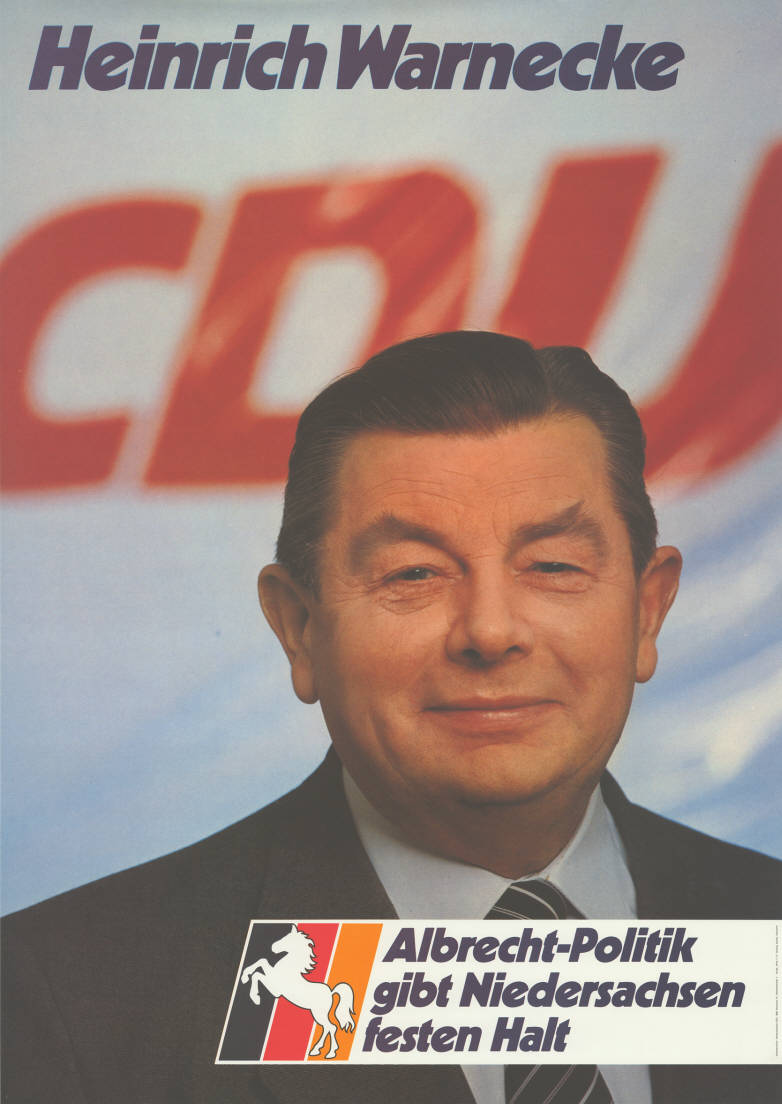
Kandidatenplakat zur Landtagswahl in Niedersachsen 1982

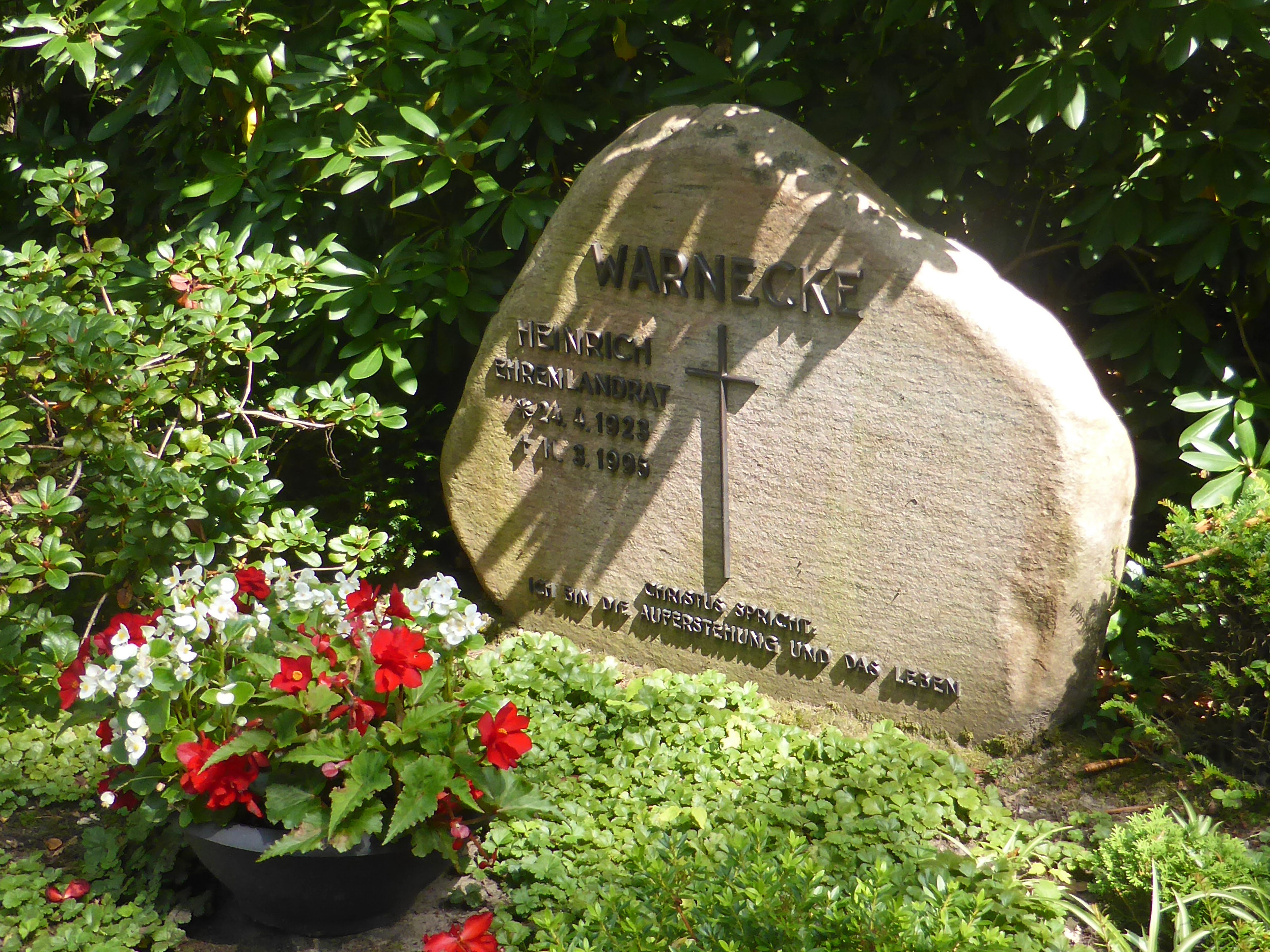
Grabstätte

Heinrich Warnecke (* 24. April 1923 in Masel, Landkreis Gifhorn; † 11. März 1995 ebenda) war ein deutscher Politiker (CDU) und Abgeordneter des Niedersächsischen Landtages.

## Leben
Warnecke wurde am 24. April 1923 in Masel geboren, einem Dorf im damaligen Kreis Isenhagen mit rund 130 Einwohnern. Er besuchte die Schule in Masel, Wittingen und Celle und wurde staatlich geprüfter Landwirt. Am 11. Mai 1941 stellte er einen Aufnahmeantrag und war seit dem 1. September 1941 Mitglied der NSDAP mit der Mitgliedsnummer 8.697.233.
Ab März 1942 war er Soldat im Zweiten Weltkrieg. 
Ab 1951 war er selbständiger Landwirt. Sein erstes politische Amt erwarb Warnecke 1956 als Ratsherr der Gemeinde Masel. Er gehörte dem Gemeinderat bis zum Einzug in den Landtag 1970 an. Seit 1956 war er auch Kreistagsabgeordneter und seit 1963 Landrat des Landkreises Gifhorn. Seit 1969 war er Vorsitzender des Niedersächsischen Landkreistages und von 1974 bis 1984 Vizepräsident des Deutschen Landkreistages. Daneben war er auch Kreislandwirt und Mitglied der Landwirtschaftskammer Hannover. Warnecke war Vorsitzender des Niedersächsischen Landvolkes im Kreisverband Gifhorn. 
Neben der kommunalpolitischen Arbeit und der Tätigkeit als Funktionär der Landwirte war er auch kirchlich aktiv, darunter als Mitglied der 17. Landessynode der Evangelisch-lutherischen Landeskirche Hannover. Weitere Ämter von Warnecke waren Vorsitzender des Aufsichtsrates der Landwirtschaftlichen Ein- und Verkaufsgenossenschaft in Hankensbüttel, Aufsichtsratsvorsitzender der Central-Genossenschaft für Vieh und Fleisch EG in Hannover, stellvertretender Vorsitzender der Industrie-Kartoffel-Erzeugnisgemeinschaft Ostheide, Hannover und stellvertretender Vorsitzender des Vorstandes der Kartoffelflockenfabrik Hankensbüttel. 
Warnecke war Mitglied des Niedersächsischen Landtages von der siebten bis zur elften Wahlperiode vom 21. Juni 1970 bis zum 20. Juni 1990. Sein höchstes Amt war hier Vizepräsident des Niedersächsischen Landtages. Diesen Posten hatte er vom 28. Juni 1978 bis zum 20. Juni 1990.
Warnecke war Inhaber des Großen Verdienstkreuzes mit Stern des Verdienstordens der Bundesrepublik Deutschland. 
Er war verheiratet und hatte vier Kinder.
Am 11. März 1995 verstarb Warnecke in Masel und wurde auf dem dortigen Friedhof beigesetzt.